# Coelioxoides
Coelioxoides är ett släkte av bin. Coelioxoides ingår i familjen långtungebin.
Kladogram enligt Catalogue of Life:
| Coelioxoides | \| \| Coelioxoides exulans \| \| \| \| \| \| Coelioxoides punctipennis \| \| \| \| \| \| Coelioxoides waltheriae \| \| \| \| |
|              | \| \| Coelioxoides exulans \| \| \| \| \| \| Coelioxoides punctipennis \| \| \| \| \| \| Coelioxoides waltheriae \| \| \| \| |
|              | Coelioxoides exulans |
|              | |
|              | Coelioxoides punctipennis |
|              | |
|              | Coelioxoides waltheriae |
|              | |